# Simon Nicol

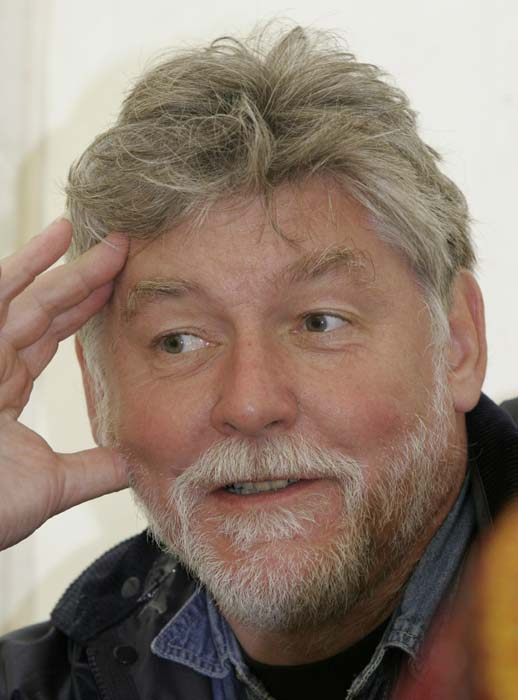
Simon Nicol

Simon John Breckenridge Nicol (Muswell Hill (North London), 13 oktober 1950) is een Engelse folkrock gitarist en zanger. Hij is een van de oprichters en het langst meedoende lid van de befaamde band Fairport Convention. Om met andere oud-leden te toeren en albums te produceren was hij er tussen 1971 en 1975 even tussenuit.
Hij was ook nauw betrokken bij The Albion Band en met Richard Thompson trad hij op zowel live als op een album. Daarnaast is hij ook als solo-artiest opgetreden en vormde een duo met Dave Swarbrick.

## Discografie
Zie ook de discografie van Fairport Convention
- Matthews' Southern Comfort (met Matthews Southern Comfort) (1970)
- In the Club (met Dave Swarbrick) (1981)
- Live at the White Bear (met Dave Swarbrick) (1983)
- Close to the Wind (met Dave Swarbrick) (1984)
- Before your time (1987)
- Consonant Please Carol (1992)
- Before Your Time/Consonant Please Carol (1998)

- Bibsys: 5070691
- Gemeinsame Normdatei: 134651421
- International Standard Name Identifier: 0000 0000 5551 4085
- Library of Congress Control Number: n93054947
- MusicBrainz: 8c775df2-15b5-449d-b669-2754229129af
- Nationale Bibliotheek van Israël: 987007394962805171
- Virtual International Authority File: 31208599
- WorldCat: E39PBJbMcF8Kk7wwJJvkYCVBfq